# Навршки Врх
Навршки Врх (словен. Navrški Vrh) је насељено место у општини Равне на Корошкем, Корушка регија, Словенија.

## Историја
До територијалне реорганизације у Словенији био је у саставу старе општине Равне на Корошкем.

## Становништво
У попису становништва из 2011. године, Навршки Врх је имао 62 становника.
| Број становника према пописима | Број становника према пописима | Број становника према пописима |
| ------------------------------ | ------------------------------ | ------------------------------ |
| 1991                           | 2002                           | 2011                           |
| 75                             | 44                             | 62                             |